# Saci-Spitzmausbeutelratte
Die Saci-Spitzmausbeutelratte (Monodelphis saci) ist ein Beutelsäuger aus der Gattung der Spitzmausbeutelratten (Monodelphis).
Die Art kommt im brasilianischen Amazonasgebiet südlich des Amazonas vor und wurde bisher in den Bundesstaaten Pará, Mato Grosso, Rondônia und Acre nachgewiesen.
Sie wurde erst im Februar 2017 erstmals beschrieben und nach dem Saci benannt, einem einbeinigen, koboldähnlichen Wesen mit roter Mütze aus der brasilianischen Mythologie.

## Merkmale
Die für die Erstbeschreibung untersuchten Exemplare hatten Kopfrumpflängen von 9,3 bis 11,7 cm, einen 4,1 bis 5,9 cm langen Schwanz, 1,2 bis 1,5 cm lange Hinterfüße und ein Gewicht von 17 bis 20 g. Der Rücken der Saci-Spitzmausbeutelratte ist bräunlich, der Kopf auffallend rötlich. Das Fell an Kinn, Kehle, Leiste und Flanken ist ebenfalls bräunlich, an Brust und Bauch aber weißlich. Vorder- und Hinterpfoten sind auf ihrer Oberseite mit kurzen, hellbraunen Haaren bedeckt. Der Schwanz ist auf der Oberseite dunkelbraun und unten hell gefleckt. Die Körperfärbung reicht auf der Schwanzunterseite weiter nach hinten als auf der Oberseite. Die Schuppen auf dem haarlosen Schwanzende sind in Spiralen angeordnet.
Die Saci-Spitzmausbeutelratte kommt in Teilen des Verbreitungsgebietes zusammen mit der Emilia-Spitzmausbeutelratte (M. emiliae), der Amazonas-Spitzmausbeutelratte (M. glirina) und der Touan-Spitzmausbeutelratte (M. touan) vor. Die Art ist kleiner als die anderen Spitzmausbeutelratten und ist bräunlich mit einer rötlichen Färbung lediglich auf dem Kopf. Die Amazonas-Spitzmausbeutelratte und die Touan-Spitzmausbeutelratte haben rötliche Körperseiten, die Emilia-Spitzmausbeutelratte hat einen roten Kopf und einen teilweise grauen Körper.

## Lebensraum
An beiden Ufern des Rio Tapajós besteht der Lebensraum der Art sowohl aus Primärwald als auch aus teilweise abgeholzten Flächen und Sekundärwald, sowie aus Terra-Firme-Wäldern mit niedrigen Baumkronen und periodisch überfluteter Várzea mit lehmigem Boden, zahlreichen Lianen und vielen Epiphyten, Palmen und krautigen Pflanzen.